# 8-as busz (Szombathely)
A szombathelyi 8-as jelzésű autóbusz az Autóbusz-állomás (Brutscher utca) és a Zanat, autóbusz-forduló megállóhelyek között közlekedett 2022. augusztus 1-ig. A vonalat a Blaguss Agora üzemeltette. A buszokra csak az első ajtón lehetett felszállni.

## Története
2013. szeptember 1-től a járatok nem állnak meg a Zanat, autóbusz-váróterem megállóhelynél.
2022. augusztus 1-től a 7-es és a 8-as járatok összekötésre kerültek, így a 8-as jelzés megszűnt.

## Közlekedése
Munkanapokon, a reggeli és a délutáni csúcsidőben sűrűbben közlekedett, míg hétvégén csak óránként. Egyes járatok a Family Center megállóhely érintésével közlekedtek. Az Autóbusz-állomás felé néhány járat nem érintette a Vasútállomást.

## Útvonala
| Zanat, autóbusz-forduló felé | Autóbusz-állomás (Brutscher utca) felé |
| --- | --- |
| Autóbusz-állomás (Brutscher utca) - Brutscher József utca - Sörház utca - Hollán Ernő utca - Kiskar utca - Thököly Imre utca - Szent Márton utca - Nádasdy Ferenc utca - Széll Kálmán utca - Vasútállomás - Szelestey László utca - Nádasdy Ferenc utca - Szent Márton utca - Zanati út - (Varasd utca - FAMILY CENTER - Varasd utca - Zanati út -) Külső Zanati út - Napsugár utca - Zanat, autóbusz-forduló | Zanat, autóbusz-forduló - Napsugár utca - Külső Zanati út - Zanati út - (Varasd utca - FAMILY CENTER - Varasd utca - Zanati út -) Puskás Tivadar utca - Alkotás utca - Szövő utca - Zanati út - Szent Márton utca - Nádasdy Ferenc utca - Széll Kálmán utca - Vasútállomás - Szelestey László utca - Vörösmarty Mihály utca - Szent Márton utca - Thököly Imre utca - Kiskar utca - Hollán Ernő utca - Sörház utca - Petőfi Sándor utca - Magyar László utca - Brutscher József utca - Autóbusz-állomás (Brutscher utca) |

## Megállói
| 8 (Autóbusz-állomás – Zanat, autóbusz-forduló) | 8 (Autóbusz-állomás – Zanat, autóbusz-forduló) | 8 (Autóbusz-állomás – Zanat, autóbusz-forduló)                                           | 8 (Autóbusz-állomás – Zanat, autóbusz-forduló) | 8 (Autóbusz-állomás – Zanat, autóbusz-forduló) | 8 (Autóbusz-állomás – Zanat, autóbusz-forduló) | 8 (Autóbusz-állomás – Zanat, autóbusz-forduló)                                | 8 (Autóbusz-állomás – Zanat, autóbusz-forduló) |
| Perc (↓)                                       | Perc (↓)                                       | Megállóhely                                                                              | Perc (↑)                                       | Perc (↑)                                       | Perc (↑)                                       | Átszállási lehetőségek                                                        | Fontosabb létesítmények |
| ---------------------------------------------- | ---------------------------------------------- | ---------------------------------------------------------------------------------------- | ---------------------------------------------- | ---------------------------------------------- | ---------------------------------------------- | ----------------------------------------------------------------------------- | --- |
| 0                                              | 0                                              | Autóbusz-állomás (Brutscher utca)                                                        | 25                                             | 22                                             | 23                                             | 1U, 4H, 5H, 7H, 9, 9H, 10H, 23, 27, 30Y                                       | Autóbusz-állomás, Ady Endre tér, Tűzoltóság, Régi börtön, Megyei Művelődési és Ifjúsági Központ, Kereskedelmi és Vendéglátói Szakközépiskola, Puskás Tivadar Szakképző Iskola, Járdányi Paulovics István Romkert, Weöres Sándor Színház, Kollégiumok |
| ∫                                              | ∫                                              | Autóbusz-állomás (Sörház utca)                                                           | 23                                             | 20                                             | 21                                             | 1U, 4H, 5H, 7H, 9, 9H, 10H, 23, 27, 30Y                                       | Autóbusz-állomás, Ady Endre tér, Tűzoltóság, Régi börtön, Megyei Művelődési és Ifjúsági Központ, Kereskedelmi és Vendéglátói Szakközépiskola, Puskás Tivadar Szakképző Iskola, Járdányi Paulovics István Romkert, Weöres Sándor Színház, Kollégiumok |
| 2                                              | 2                                              | Nyomda                                                                                   | 22                                             | 19                                             | 20                                             | 4H, 5H, 7H, 9, 10H, 27, 30Y                                                   | Nyomda, Óperint üzletház, Smidt Múzeum, Kiskar utcai rendelő, Sarlós Boldogasszony-székesegyház, Megyeháza, Püspöki Palota, Nyugat Magyarországi Egyetem D Épület, Levéltár                                                                          |
| 3                                              | 3                                              | Városháza                                                                                | 20                                             | 18                                             | 18                                             | 5H, 6, 6A, 7, 9, 10H, 12, 21, 26, 27, 30Y                                     | Városháza, Fő tér, Isis irodaház, Okmányiroda |
| 4                                              | 4                                              | Aluljáró (Szent Márton utca)                                                             | 19                                             | 17                                             | 17                                             | 5H, 6, 6A, 7, 10H, 12, 21, 26, 27, 30Y                                        | Borostyánkő Áruház, Vásárcsarnok, Vízügyi Igazgatóság |
| ∫                                              | ∫                                              | 56-osok tere (Vörösmarty utca)                                                           | 17                                             | 15                                             | ∫                                              | 2C, 3H, 6, 6A, 7, 12, 21, 21A, 26, 27, 29C, 30Y                               | 56-osok tere, Vámhivatal, Földhivatal, Államkincstár, Gyermekotthon |
| 8                                              | 7                                              | Vasútállomás                                                                             | 15                                             | 13                                             | ∫                                              | 1U, 2A, 2C, 3H, 6, 6A, 7, 9H, 10H, 12, 21, 21A, 22, 25, 26, 27, 29A, 29C, 30Y | Szombathely Helyi autóbusz-állomás, Éhen Gyula tér |
| 11                                             | 9                                              | Vépi út                                                                                  | 13                                             | 11                                             | 13                                             | 3H, 5H, 6H, 9H                                                                | |
| 12                                             | 10                                             | Zanati út 26.                                                                            | ∫                                              | ∫                                              | ∫                                              | 5H, 6H, 9H                                                                    | FALCO Zrt., Vadvirág Óvoda |
| ∫                                              | ∫                                              | Kötő utca                                                                                | 12                                             | 10                                             | 12                                             |                                                                               | Nyitra utcai Általános Művelődési Központ |
| ∫                                              | ∫                                              | Szövő utca 66.                                                                           | 11                                             | 9                                              | 11                                             |                                                                               | |
| ∫                                              | ∫                                              | Alkotás utca 33.                                                                         | 10                                             | 8                                              | 10                                             |                                                                               | Nyitra utcai Általános Művelődési Központ |
| ∫                                              | ∫                                              | STYL Fashion Kft. (Korábban: STYL Ruhagyár Rt.)                                          | 9                                              | 7                                              | 9                                              | 5H, 6H, 9H                                                                    | STYL Fashion Kft., DELPHI Kft. |
| 13                                             | 11                                             | Ipartelep, bejárati út (Zanati út) (↓) Ipartelep, bejárati út (Puskás utca) (↑)          | 8                                              | 6                                              | 8                                              | 5H, 6H, 9H                                                                    | LIDL |
| 14                                             | 12                                             | FAMILY CENTER                                                                            | 7                                              | 5                                              | ∫                                              |                                                                               | FAMILY CENTER, PRAKTIKER |
| 15                                             | 13                                             | TESCO Hipermarket                                                                        | 6                                              | 4                                              | 6                                              |                                                                               | TESCO Hipermarket, DELPHI Kft., DECATHLON, Homa Centrum |
| 17                                             | 14                                             | Külső Zanati út, mezőgazdasági telep (Korábban: Felszabadulás Mezőgazdasági Szövetkezet) | 5                                              | 3                                              | 5                                              |                                                                               | Felszabadulás Mezőgazdasági Szövetkezet |
| 19                                             | 15                                             | Zanati út 70.                                                                            | 3                                              | 2                                              | 3                                              |                                                                               | |
| 22                                             | 18                                             | Zanat, autóbusz-forduló                                                                  | 0                                              | 0                                              | 0                                              |                                                                               | Szent László templom, Szent László park |

1. 1 2  Munkanapokon 18.00-tól üzemzárásig, valamint szabad- és munkaszüneti napokon teljes üzemidőben a járatok rövidebb menetidővel közlekedtek.
2. ↑  Egyes járatok az Autóbusz-állomás (Sörház utca) megállóhelyig közlekednek.
3. ↑  Egyes járatok a Family Center érintésével közlekedtek.